# ایران در المپیک جوانان
ایران در المپیک جوانان (انگلیسی: Iran at the Youth Olympics) تاکنون موفق به کسب ۲۵ مدال در المپیک‌های تابستانی جوانان شده‌است.

## مدال‌ها

### بر پایه بازی‌های تابستانی
| بازی‌ها           | ورزشکاران | طلا | نقره | برنز | مجموع | رتبه |
| سنگاپور ۲۰۱۰     | ۵۲        | ۲   | ۲    | ۱    | ۵     | ۲۶   |
| نانجینگ ۲۰۱۴     | ۱۶        | ۳   | ۰    | ۳    | ۶     | ۲۴   |
| بوئنوس آیرس ۲۰۱۸ | ۴۲        | ۷   | ۳    | ۴    | ۱۴    | ۷    |
| مجموع            | ۱۱۰       | ۱۲  | ۵    | ۸    | ۲۵    | ۱۴   |

### بر پایه بازی‌های زمستانی
| بازی‌ها        | ورزشکاران | طلا | نقره | برنز | مجموع | رتبه |
| اینسبروک ۲۰۱۲ | ۳         | ۰   | ۰    | ۰    | ۰     | -    |
| لیلهامر ۲۰۱۶  | ۲         | ۰   | ۰    | ۰    | ۰     | -    |
| لوزان ۲۰۲۰    | ۶         | ۰   | ۰    | ۰    | ۰     | -    |
| گانگوون ۲۰۲۴  |           |     |      |      |       |      |
| مجموع         | ۱۱        | ۰   | ۰    | ۰    | ۰     | -    |

## مدال‌ها بر پایه ورزش

### تابستانی
| ورزش‌ها     | طلا | نقره | برنز | مجموع |
| تکواندو    | ۶   | ۲    | ۱    | ۹     |
| کشتی       | ۲   | ۳    | ۳    | ۸     |
| وزنه‌برداری | ۲   | ۰    | ۰    | ۲     |
| کاراته     | ۱   | ۰    | ۳    | ۴     |
| جودو       | ۱   | ۰    | ۰    | ۱     |
| ژیمناستیک  | ۰   | ۰    | ۱    | ۱     |
| مجموع      | ۱۲  | ۵    | ۸    | ۲۵    |

### زمستانی
مدالی کسب نشده.

## مدال‌آوران

### بازی‌های تابستانی

#### ۲۰۱۰
| مدال | نام              | ورزش       | رویداد                 |
| ---- | ---------------- | ---------- | ---------------------- |
| طلا  | کاوه رضایی       | تکواندو    | ۵۵ کیلوگرم پسران       |
| طلا  | علیرضا کاظمی‌نژاد | وزنه‌برداری | ۵۸+ کیلوگرم پسران      |
| نقره | محمد سلیمانی     | تکواندو    | ۴۸ کیلوگرم پسران       |
| نقره | مهران شیخی       | کشتی       | ۴۶ کیلوگرم آزاد پسران  |
| برنز | یوسف قادریان     | کشتی       | ۶۹ کیلوگرم فرنگی پسران |

#### ۲۰۱۴
| مدال | نام             | ورزش    | رویداد                 |
| ---- | --------------- | ------- | ---------------------- |
| طلا  | رامین صفویه     | جودو    | ۱۰۰ کیلوگرم پسران      |
| طلا  | مهدی اسحاقی     | تکواندو | ۴۸ کیلوگرم پسران       |
| طلا  | کیمیا علیزاده   | تکواندو | ۶۳ کیلوگرم دختران      |
| برنز | دانیال صالحی‌مهر | تکواندو | ۷۳ کیلوگرم پسران       |
| برنز | محمدرضا آقانیا  | کشتی    | ۵۰ کیلوگرم فرنگی پسران |
| برنز | کرامت عبدولی    | کشتی    | ۵۸ کیلوگرم فرنگی پسران |

#### ۲۰۱۸
| مدال | نام             | ورزش       | رویداد                 |
| ---- | --------------- | ---------- | ---------------------- |
| طلا  | نوید محمدی      | کاراته     | ۶۸+ کیلوگرم پسران      |
| طلا  | یلدا ولی‌نژاد    | تکواندو    | ۶۳ کیلوگرم دختران      |
| طلا  | علی اشکواریان   | تکواندو    | ۷۳ کیلوگرم پسران       |
| طلا  | محمدعلی خسروی   | تکواندو    | ۷۳+ کیلوگرم پسران      |
| طلا  | علیرضا یوسفی    | وزنه‌برداری | ۸۵+ کیلوگرم پسران      |
| طلا  | امیررضا ده‌بزرگی | کشتی       | ۴۵ کیلوگرم فرنگی پسران |
| طلا  | محمد نصرتی      | کشتی       | ۹۲ کیلوگرم فرنگی پسران |
| نقره | کیمیا همتی      | تکواندو    | ۶۳+ کیلوگرم دختران     |
| نقره | محمد کریمی      | کشتی       | ۶۵ کیلوگرم آزاد پسران  |
| نقره | امیرحسین زارع   | کشتی       | ۱۱۰ کیلوگرم آزاد پسران |
| برنز | رضا بهلول‌زاده   | ژیمناستیک  | خرک حلقه پسران         |
| برنز | فاطمه خنک‌دار    | کاراته     | ۵۳ کیلوگرم دختران      |
| برنز | مبینا حیدری     | کاراته     | ۵۹ کیلوگرم دختران      |
| برنز | نگین آلتونی     | کاراته     | ۵۹+ کیلوگرم دختران     |

## پرچمداران
| # | بازی‌ها           | فصل      | پرچمدار           | ورزش            |
| - | ---------------- | -------- | ----------------- | --------------- |
| ۱ | سنگاپور ۲۰۱۰     | تابستانی | امیر صدیقی        | بسکتبال         |
| ۲ | اینسبروک ۲۰۱۲    | زمستانی  | یعقوب کیاشمشکی    | اسکی کراس‌کانتری |
| ۳ | نانجینگ ۲۰۱۴     | تابستانی | کیمیا علیزاده     | تکواندو         |
| ۴ | لیلهامر ۲۰۱۶     | زمستانی  | آوا جوادی         | اسکی آلپاین     |
| ۵ | بوئنوس آیرس ۲۰۱۸ | تابستانی | محمد نصرتی        | کشتی            |
| ۶ | لوزان ۲۰۲۰       | زمستانی  | رکسانا ساوه شمشکی | اسکی کوهستان    |